# 松下IMPビル
松下IMPビル（まつしたアイ・エム・ピー・ビル）は、大阪市中央区の大阪ビジネスパーク（OBP）にある複合施設。「IMP」は「International Market Place（インターナショナル・マーケット・プレイス）」の略。

## 概要
松下IMPビルは、松下グループの松下興産（現在の関電不動産開発）がOBP内でTWIN21に続いて、高度にインテリジェント化されたオフィスを中心に、商業施設・イベントホールならびにスポーツ施設などを整備したもので、1990年（平成2年）3月に竣工した。
ビルは東西に長い敷地の東ゾーンに高層棟、西ゾーンに低層棟を配置。低層棟の1階から3階には国際色豊かな「International Market Place」が形成され、東西約200mに及ぶモールは、円柱の列柱空間となっており、モールの中心部には4層吹き抜けのアトリウム空間がある。モールの西ゾーンには、多目的に利用できるイベントホールとテニスコートやプールを持つスポーツ施設が設けられた。高層棟のオフィスは、共用部を東西に配し、事務室は機能的でフレキシブルなレイアウトが可能な平面とした。城見通を隔てたTWIN21とは、連絡通路で直結し、2つの建物は関電ファシリティーズによって、一体的な運営・管理が行われている。
外装はやや薄いパープル色の磁器タイルと、SAG工法による横連窓によるシンプルな構成となっている。これは季節、時間、天候により色・輝きが変化して、街並みに対してやさしい表情をもたせたいとして考えられた。
ビル固有の郵便番号は540-63xx（xxは階層。地下もしくは階層不明の場合は90）。

### 所有権
所有権は、2006年8月31日にMIDリート投資法人（後のMCUBS MidCity投資法人→日本都市ファンド投資法人）が246億円で取得、 2018年9月5日に準共有持分55%、2019年3月8日に残り45%が270億円で国内特別目的会社（合同会社城見キャピタル）に譲渡された。 2020年4月頃にはローンスターからガウ・キャピタル・パートナーズのファンドに約390億円で譲渡されている。

## テナント
1階から3階は店舗が中心。
- パナソニック ショウルーム 大阪 - 2022年3月、グランフロント大阪南館から移転[7]。

オフィステナント
- テイジイエル
- 日成アドバンス
- クリヤマホールディングス
- 三井住友トラスト・パナソニックファイナンス大阪本店

## 松下IMPホール
松下IMPホール（まつしたアイ・エム・ピー・ホール）は、松下IMPビル2階にある多目的ホール。オープン時、スポーツ施設が併設されていたが、のちに閉鎖となった。
客席は857席ですべて可動式で、うち最前部156席はスタッキングチェア。講演会、展示会、コンサート、演劇、格闘技など様々なイベントに使用されている。

## 交通アクセス
- 地下鉄長堀鶴見緑地線・大阪ビジネスパーク駅からすぐ。
- 大阪シティバス城見1丁目停留所下車すぐ。

## 幻の地下駅
ビル西端の地階には、建設時に将来の地下鉄乗り入れを計画して造られた、駅舎の一部（ホーム）となる構造物が存在する。しかしビル竣工6年後の1996年（平成8年）に開業した地下鉄大阪市営地下鉄（当時）長堀鶴見緑地線大阪ビジネスパーク駅ではビルの直下に新たなホームが建設されたため、この構造物は駅舎として使用されず「幻のホーム」となっている。